# Roberto Bonomi
Roberto Bonomi (* 30. September 1919 in Buenos Aires; † 10. Januar 1992 ebenda) war ein argentinischer Automobilrennfahrer.

## Karriere
Roberto Bonomi wuchs als Sohn vermögender Eltern in Argentinien auf. Bonomi selbst war Eigentümer von großem Grundbesitz in seinem Heimatland. Seine Motorsportaktivitäten beschränkten sich fast ausschließlich auf Südamerika, in den 1950er Jahren startete er jedoch zweimal bei der Targa Florio. 1952 und 1953 wurde er argentinischer Sportwagenmeister. Zum Einsatz kamen dabei unterschiedliche Fahrzeuge der Marke Ferrari. 1954 fuhr er die gesamte Sportwagensaison mit einem Ferrari 250MM Vignale. Bonomi gewann mehrere 500-Meilen-Straßen-Rennen, darunter den Primavera-Event, die Costa Nera Lealtad und das Rennen in Mendoza.
In den 1950er Jahren fuhr er regelmäßig, engagiert von den europäischen und amerikanischen Werksteams wie der Scuderia Ferrari, Maserati und Chevrolet, das 1000-km-Rennen in Buenos Aires. 1957 wurde er mit Luigi Piotti als Partner Siebter der Gesamtwertung auf einem Maserati 350S.
Gegen Ende der 1950er Jahre fuhr Bonomi weiter in der argentinischen Sportwagenmeisterschaft, wechselte aber von Ferrari zu Maserati. Sein neues Einsatzfahrzeug war ein Maserati 300S.
Sein einziger Start in der Automobilweltmeisterschaft war 1960 beim Großen Preis von Argentinien. Bonomi kaufte sich für ein Rennen bei der Scuderia Centro Sud ein. Mit einem Cooper T51-Maserati ging Bonomi vom 17. Startplatz ins Rennen und beendete es mit vier Runden Rückstand als Elfter.

## Statistik

### Statistik in der Automobil-Weltmeisterschaft

#### Gesamtübersicht
| Saison | Team                | Chassis    | Motor           | Rennen | Siege | Zweiter | Dritter | Poles | schn. Rennrunden | Punkte | WM-Pos. |
| ------ | ------------------- | ---------- | --------------- | ------ | ----- | ------- | ------- | ----- | ---------------- | ------ | ------- |
| 1960   | Scuderia Centro Sud | Cooper T51 | Maserati 2.5 L4 | 1      | −     | −       | −       | −     | −                | −      | NC      |
| Gesamt | Gesamt              | Gesamt     | Gesamt          | 1      | −     | −       | −       | −     | −                | −      |         |

#### Einzelergebnisse
| Saison | 1 | 2 | 3 | 4 | 5 | 6 | 7 | 8 | 9 | 10 |
| ------ | - | - | - | - | - | - | - | - | - | -- |
| 1960   |   |   |   |   |   |   |   |   |   |    |
| 11     |   |   |   |   |   |   |   |   |   |    |

| Legende  | Legende            | Legende                                                          |
| Farbe    | Abkürzung          | Bedeutung                                                        |
| -------- | ------------------ | ---------------------------------------------------------------- |
| Gold     | –                  | Sieg                                                             |
| Silber   | –                  | 2. Platz                                                         |
| Bronze   | –                  | 3. Platz                                                         |
| Grün     | –                  | Platzierung in den Punkten                                       |
| Blau     | –                  | Klassifiziert außerhalb der Punkteränge                          |
| Violett  | DNF                | Rennen nicht beendet (did not finish)                            |
| Violett  | NC                 | nicht klassifiziert (not classified)                             |
| Rot      | DNQ                | nicht qualifiziert (did not qualify)                             |
| Rot      | DNPQ               | in Vorqualifikation gescheitert (did not pre-qualify)            |
| Schwarz  | DSQ                | disqualifiziert (disqualified)                                   |
| Weiß     | DNS                | nicht am Start (did not start)                                   |
| Weiß     | WD                 | zurückgezogen (withdrawn)                                        |
| Hellblau | PO                 | nur am Training teilgenommen (practiced only)                    |
| Hellblau | TD                 | Freitags-Testfahrer (test driver)                                |
| ohne     | DNP                | nicht am Training teilgenommen (did not practice)                |
| ohne     | INJ                | verletzt oder krank (injured)                                    |
| ohne     | EX                 | ausgeschlossen (excluded)                                        |
| ohne     | DNA                | nicht erschienen (did not arrive)                                |
| ohne     | C                  | Rennen abgesagt (cancelled)                                      |
| ohne     | keine WM-Teilnahme |                                                                  |
| sonstige | P/fett             | Pole-Position                                                    |
| sonstige | 1/2/3/4/5/6/7/8    | Punktplatzierung im Sprint-/Qualifikationsrennen                 |
| sonstige | SR/kursiv          | Schnellste Rennrunde                                             |
| sonstige | *                  | nicht im Ziel, aufgrund der zurückgelegten Distanz aber gewertet |
| sonstige | ()                 | Streichresultate                                                 |
| sonstige | unterstrichen      | Führender in der Gesamtwertung                                   |

### Einzelergebnisse in der Sportwagen-Weltmeisterschaft
| Saison | Team              | Rennwagen                     | 1   | 2   | 3   | 4   | 5   | 6   | 7   |
| ------ | ----------------- | ----------------------------- | --- | --- | --- | --- | --- | --- | --- |
| 1954   | Erwin Goldschmidt | Ferrari 625TF Ferrari 375MM   | BUA | SEB | MIM | LEM | RTT | CAP |     |
| 1954   | Erwin Goldschmidt | Ferrari 625TF Ferrari 375MM   | DNF |     |     |     |     | DNF |     |
| 1955   |                   | Ferrari 375MM                 | BUA | SEB | MIM | LEM | RTT | TAR |     |
| 1955   | DNF               | Ferrari 375MM                 |     |     |     |     |     |     |     |
| 1956   |                   | Ferrari 375MM                 | BUA | SEB | MIM | NÜR | KRI |     |     |
| 1956   | DNF               | Ferrari 375MM                 |     |     |     |     |     |     |     |
| 1957   | Maserati          | Maserati 350S                 | BUA | SEB | MIM | NÜR | LEM | KRI | CAR |
| 1957   | Maserati          | Maserati 350S                 | 5   |     |     |     |     |     |     |
| 1958   |                   | Osca S1500                    | BUA | SEB | TAR | NÜR | LEM | RTT |     |
| 1958   | DNF               | Osca S1500                    |     |     |     |     |     |     |     |
| 1960   | Monte Pellegrino  | Maserati 300S Fiat-Abarth 750 | BUA | SEB | TAR | NÜR | LEM |     |     |
| 1960   | Monte Pellegrino  | Maserati 300S Fiat-Abarth 750 | DNF |     | DNF |     |     |     |     |